# ابوالسرایا
سری بن منصور شیبانی  معروف به ابوالسرایا (متوفای ۲۰۰ق) در جریان جنگ امین و مأمون از فرماندهان هرثمه بن اعین بود که چون مواجب مقرر به وی پرداخت نشد، از اطاعت هرثمه سر باز زد و به ابن طباطبا پیوست و فرماندهی نظامی قیام او را برعهده گرفت. وی در سال ۱۹۹ ق با شبیخونی ناگهانی به کوفه بر این شهر چیره شد و پس از آن توانست دو سپاه را که از پی هم از سوی حسن بن سهل، والی عراق، برای درهم شکستن قیام گسیل شده بود، را شکست دهد و غنائم فراوان کسب کند. با درگذشت ابن طباطبا و جانشینی نوجوانی به اسم "محمد بن محمد زیدی" ، همه قدرت در دست ابوالسرایا افتاد. ابوالسرایا در اثر این پیروزی ها قدرت اعتباری یافت و اقدام به ضرب سکه کرد. سرانجام در سال ۲۰۰ هجری هرثمه بن اعین، سپهسالار مأمون، با سپاهی نزدیک مدائن به جنگ وی آمد و او را شکست داد و توانست کوفه را نیز تصرف کند. ابوالسرایا به خوزستان گریخت و در شوش از حسن بن علی بادغیسی شکست خورد و متواری شد و در جلولا اسیر گشت. فرجامش آن بود که حسن بن سهل در بغداد وی را کشت و سرش را برای مأمون فرستاد.